# 椹沢村
椹沢村（くぬぎざわむら）は、かつて山形県南村山郡にあった村。

## 沿革
- 1889年（明治22年）12月26日 - 南村山郡城西村の分割に伴い、椹沢村が発足。
- 1954年（昭和29年）6月1日 - 山形市に編入。同日椹沢村廃止。